# Takashi Yamahashi
Takashi Yamahashi (født 31. maj 1972) er en tidligere japansk fodboldspiller.
Han har spillet for flere forskellige klubber i sin karriere, herunder Cerezo Osaka og Consadole Sapporo.